# Wirtschaft Hessens
Die Wirtschaft Hessens ist gemessen am Bruttoinlandsprodukt (BIP 2022: 323,4 Mrd. EUR) die fünftgrößte Volkswirtschaft unter den 16 deutschen Bundesländern. Sie trug im Jahre 2022 8,4 % des gesamtdeutschen Bruttoinlandproduktes bei.
Der Großteil des hessischen BIPs wird im Rhein-Main-Gebiet erwirtschaftet (Anteil 2018: 71,8 %). Im Jahr 2007 erzielte die Region, zu der auch einige an Hessen angrenzende Gemeinden in Bayern und Rheinland-Pfalz gezählt werden, ein BIP von 268 Mrd. EUR. – Platz drei der wirtschaftsstärksten Metropolregionen Deutschlands in jenem Jahr, nach der Metropolregion Rhein-Ruhr und der Metropolregion München.
Das Zentrum der hessischen Wirtschaft und des Rhein-Main-Gebiets unter den Aspekten Wirtschaftsleistung und Bevölkerungsdichte ist die Stadt Frankfurt am Main (Anteil am Gesamt BIP 2018: 24,7 %). Stadt und Stadtregion Frankfurt sind der Sitz mehrerer deutscher Finanzkonzerne wie zum Beispiel der Deutschen Bank, der Commerzbank und der Deutschen Börse. Frankfurt ist die Stadt mit dem vierthöchsten Bruttoinlandsprodukt Deutschlands hinter den deutlich größeren Berlin, Hamburg und München.
Durch ihre zentrale Lage in Deutschland und Europa sind Frankfurt und das Rhein-Main-Gebiet einer der wichtigsten Verkehrsknotenpunkte Mitteleuropas mit einer Verkehrs-Infrastruktur von teilweise internationalem Rang. Von globaler Bedeutung sind der Frankfurter Flughafen (Platz 15 unter den weltweit größten Flughäfen nach Passagieraufkommen) sowie der weltgrößte Internet-Knotenpunkt DE-CIX. Kontinentaleuropäisch bedeutsam sind das Autobahnkreuz Frankfurter Kreuz und der Frankfurter Hauptbahnhof, wichtigster Fernbahnhof der Deutschen Bahn. Von überregionaler Bedeutung für die Binnenschifffahrt ist der am Main gelegene Frankfurter Osthafen mit Container-Terminal.
Neben Logistik-Unternehmen und der im Frankfurter Bankenviertel ansässigen Finanzbranche sind auch die chemische Industrie (unter anderem mit dem Industriepark Höchst) sowie Rechenzentren überdurchschnittlich in der Region vertreten. Darüber hinaus ist Frankfurt der Sitz mehrerer nationaler und internationaler Behörden und Organisationen wie der Deutschen Bundesbank, der Europäischen Zentralbank und der Europäischen Aufsichtsbehörde für das Versicherungswesen und die betriebliche Altersversorgung (EIOPA) sowie des International Sustainable Standards Boards (ISSB).
Neben Frankfurt gibt es in Hessen mehrere andere Wirtschaftsstandorte von mindestens regionaler Bedeutung. In Westhessen ist es die Landeshauptstadt Wiesbaden, in Nordhessen die logistisch günstig gelegene Stadt Kassel, welches mit Standorten von Rüstungskonzernen wie Rheinmetall seit dem Krieg in der Ukraine besondere Bedeutung erlangt hat und in Südhessen die Stadt Darmstadt mit der Technischen Universität Darmstadt. Daneben spielen in Mittelhessen die Universitätsstädte Gießen und Marburg, letztere mit ihrem Produktionswerk für Impfstoffe gegen das Corona-Virus des Unternehmens BionTech eine bedeutende Rolle.

## Arbeitsmarkt
Hessen hatte im Dezember 2020 mit einem Wert von 5,4 % die viertniedrigste Arbeitslosenquote unter den deutschen Bundesländern nach Bayern, Baden-Württemberg und Rheinland-Pfalz.

## Einkommen
Hessen hat mit einem durchschnittlichen Bruttostundenverdienst von 30,72 € (Deutschlandweit 27,92 €) Ende 2021, das höchste Verdienstniveau der deutschen Flächenbundesländer. In der obersten von 5 durch das statistische Bundesamt definierten Leistungsgruppen hat Hessen mit einem Bruttostundenverdienst 56,06 € sogar den höchsten durchschnittlichen Bruttostundenverdienst deutschlandweit, was unter anderem auf den starken Einfluss des Finanzsektors mit einem durchschnittlichen Stundensatz von 42,9 €  bzw. 70,3 € in der obersten Klasse zurückzuführen ist.

## BIP Wachstumsdaten
Hessen schnitt in den letzten 4 der 5 Jahre seit 2018 unterdurchschnittlich im Wachstum ab.
| BIP Wachstum (preisbereinigt) | 2018    | 2019    | 2020   | 2021    | 2022    |
| ----------------------------- | ------- | ------- | ------ | ------- | ------- |
| Deutschland                   | 1 %     | 1,1 %   | −3,7 % | 2,6 %   | 1,8 %   |
| Hessen                        | 0,5 %   | 1,5 %   | −4,7 % | 2,4 %   | 1,6 %   |
| Differenz                     | −0,5 pP | +0,4 pP | −1 pP  | −0,2 pP | −0,2 pP |